# Hala Finley
Hala Finley (Kansas City, Missouri,18 de maig de 2009) és una actriu estatunidenca. És coneguda pels seus papers a Man with a Plan (2016-2020) com a Emme Burns i a We Can Be Heroes (2020) com a Ojo.

## Primer anys
Finley va néixer el 18 de maig de 2009 a Kansas City, Missouri, on es va criar. Té un germà gran. De petita ballava i feia esport. Va voler ser actriu després de veure com el seu germà es preparava per a les audicions.

## Carrera
Finley va començar la seua carrera apareixent en anuncis impresos i de televisió. Als quatre anys va fer el seu primer paper com a dues bessones a Counter Parts. El 2015, va interpretar el paper principal a Grammy. La revista Gruesome va dir que era "adorable". El 2016, als set anys, Finley va aparéixer a Man with a Plan com Emme Burns, la més jove dels fills d'Adam Burns (Matt LeBlanc). El 2018, va interpretar a Jody Altmyer a Back Roads, per la qual va rebre crítiques positives. Nerdy Babble va dir que va ser "la part més sorprenent de tota aquesta experiència", i que "va fer volar les meues expectatives fora de l'aigua... [Era] adorable i infinitament entranyable". El febrer de 2020 va ser elegida per participar a Shelter de Mandalay Pictures.
Al setembre de 2021 es va unir a Ben Affleck i Alice Braga a la pel·lícula de thriller d'acció Hypnotic, reunint-se amb el director Robert Rodriguez.
El 2022, va protagonitzar Paradise Highway, que se centra en el tràfic de persones. Interpreta a Leila, que és traficada en un intent de salvar un altre personatge. L'A.V. Club va elogiar la seua actuació, afirmant: "Finley evita la simpatia tant com siga possible, interpretant a Leila gairebé tan salvatge al principi: una massa retorçada de crits i funcions corporals incontrolades, dissenyades per ser tan desagradables com siga possible per als possibles segrestadors".